# Маринове
Маринове (в минулому — Нейфрейденталь, Маринівка (до 1991)) — село в Україні, у Раухівській селищній громаді Березівського району Одеської області. Населення становить 991 осіб.

## Історія
Село засноване 1815 року. Станом на 1886 у німецькій колонії Нейфрейденталь, центрі Нейфрейдентальської волості Одеського повіту Херсонської губернії, мешкало 862 особи, налічувалось 83 дворових господарства, існували лютеранський молитовний будинок та 3 лавки. За версту — школа. За 12 верст — римо-католицький молитовний будинок, школа.
1 лютого 1945 року до села Маринівка було приєднане село Олександропіль.
У 1951 році в результаті радянсько-польського обміну ділянками територій на територію села було насильно переселено мешканців сіл Бистре, Лип'я, Михновець Стрілківського району і сіл Видрене, Дашівка, Дверничок, Поляна, Рівня, Росохате, Росолин, Середнє Мале, Скородне, Лобізва, Телешниця Ошварова, Устянова, Хміль Нижньо-Устрицького району Дрогобицької області (нині — територія Польщі).
17 липня 2020 року, в ході децентралізації, Маринівська сільська рада об'єднана з Раухівською селищною громадою.

## Населення
За переписом 1989 року населення села становило 1076 осіб, з яких 479 чоловіків та 597 жінок.
За переписом населення 2001 року в селі мешкала 991 особа.

## Мова
Розподіл населення за рідною мовою за даними перепису 2001 року:
| Мова       | Чисельність | Відсоток |
| ---------- | ----------- | -------- |
| українська | 939         | 94,75%   |
| російська  | 26          | 2,63%    |
| вірменська | 12          | 1,21%    |
| гагаузька  | 8           | 0,81%    |
| болгарська | 2           | 0,20%    |
| білоруська | 2           | 0,20%    |
| румунська  | 2           | 0,20%    |
| Усього     | 991         | 100%     |

## Транспорт
В селі Маринове знаходиться однойменний пасажирський залізничний зупинний пункт, де здійснюють зупинку приміські електропоїзди, що сполучають обласний та районний центри. Час в дорозі електроїздом від станції Одеса-Головна до зупинного пункту Маринове — 2 години 20 хвилин

## Особистості
- Кравець Євген Володимирович (1988—2014) — солдат Збройних сил України, учасник російсько-української війни.
- Ніточко Іван Іванович — голова Березівської районної державної адміністрації, директор Одеського державного архіву області, краєзнавець, письменник.
- Рейхет Віктор Йосипович[ru] (1922—2000) — радянський живописець і педагог, Народний художник Росії, член Санкт-Петербурзького Союзу художників.